# Clistopyga rugulosa
Clistopyga rugulosa är en stekelart som beskrevs av Kusigemati 1985. Clistopyga rugulosa ingår i släktet Clistopyga och familjen brokparasitsteklar. Inga underarter finns listade i Catalogue of Life.